# Dům čp. 8 (Jáchymov)
Dům čp. 8  je jedním z památkově chráněných renesančních řadových domů na náměstí Republiky v někdejším horním městě Jáchymově v Karlovarském kraji. Od roku 1992 jsou tyto domy součástí městské památkové zóny Jáchymov, která se spolu s celým městem a jeho okolím stala v roce 2014 jádrem rozsáhlejší památkové zóny, nazvané Hornická kulturní krajina Jáchymov. Tato nově vyhlášená památková zóna byla pak o pět let později spolu s dalšími podobnými krajinnými památkovými zónami a jednotlivými památkami v oblasti Krušných hor na české i německé straně zapsaná na seznam Světového dědictví UNESCO jako Hornický region Erzgebirge / Krušnohoří. Ač je dům čp. 8  významný nebývale vysokou měrou dochovaných původních historických konstrukcí a umělecko řemeslných detailů, objekt patří mezi ty měšťanské a patricijské domy v Jáchymově, kterým se v minulosti nedostalo řádné péče a které jsou zanedbané a v havarijním stavu.

## Historie
Renesanční jádro domu čp. 8 pochází z první etapy výstavby města, tj. z doby kolem roku 1520. Traduje se, že prvním majitelem domu byl zakladatel města hrabě Štěpán Šlik, který v roce 1520 získal pro Jáchymov statut svobodného horního města.

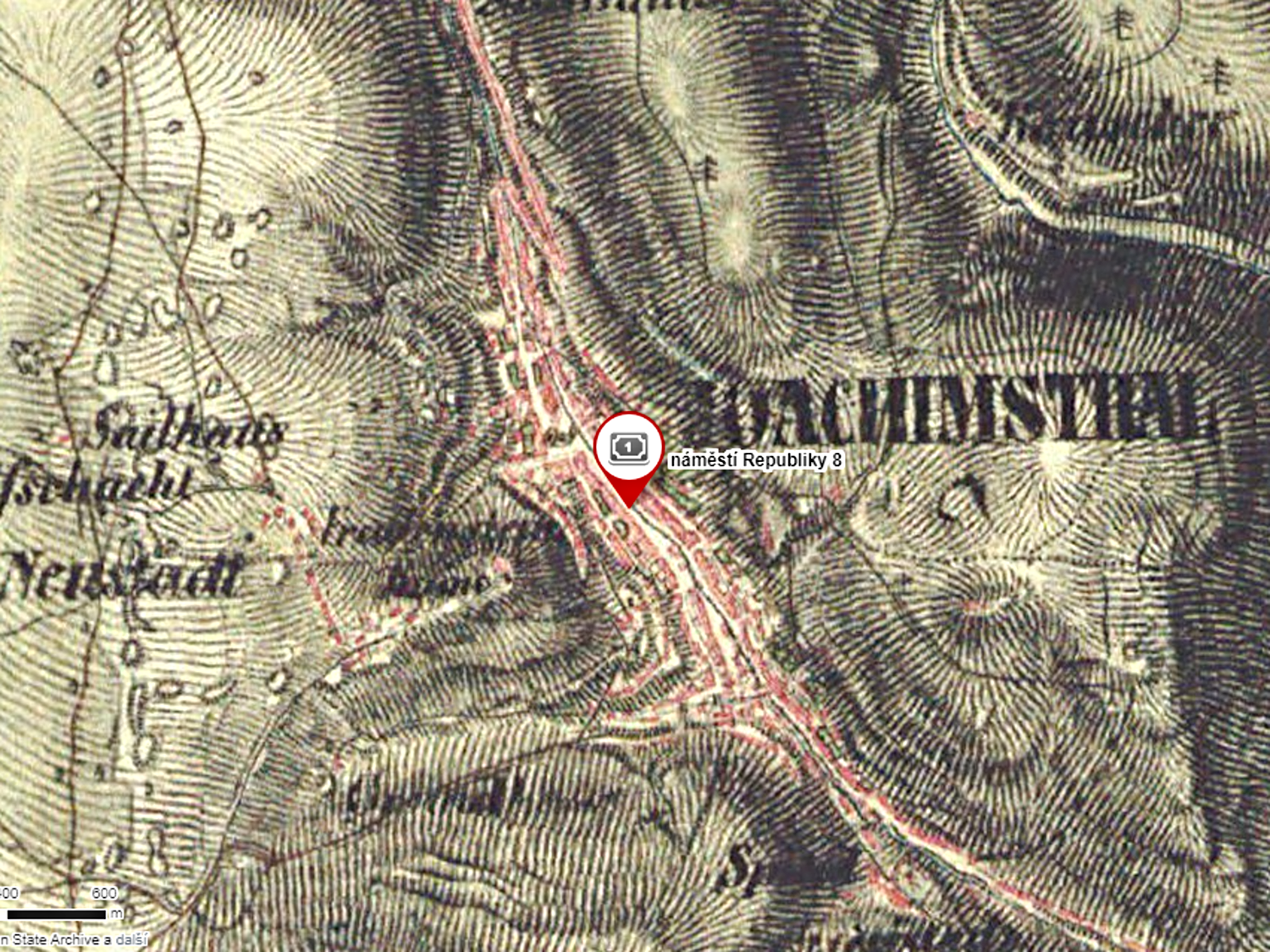
Poloha domu čp. 8 v centru města ve výřezu mapy z 19. století

Kamenný renesanční portál domu čp. 8 s pozdně gotickými  prvky, které se podobají prvkům portálu u jáchymovského domu čp. 112 nebo portálu ze zbořeného mincmistrovského domu čp. 38, patří k nejstarším v Jáchymově.  Goticko-renesanční portál a klenby, řezané trámové stropy, ostění okenních i dveřních otvorů a v neposlední řadě také unikátně bohatá výmalba interiérů dávaji domu čp. 8 výjimečné postavení mezi objekty městské zástavby v celém regionu.
K obytnému přednímu domu náležel i renesanční zadní dům v dvorní části. Tento zadní dům, mj. nahrazující sklep, měl dvě nadzemní podlaží a byl  v přízemí sklenutý valenou klenbou. Zmíněný zadní dům byl, pravděpodobně v průběhu 19. století, spojen s předním domem zděnými bočními křídly s hrázděným patrem a polopatrem. Při  požáru města v roce 1873 shořely původní krovy a posléze byly nahrazeny novou konstrukcí. Zničena byla také část štítů domu, které pak byly nově dozděny.
V kontrolním zápise, pořízeném pracovníky československého Státního ústavu památkové péče a ochrany přírody v dubnu roku 1965, je stav domu čp. 8 charakterizován jako „cekem dobrý“. (V uvedené době byl dům v péči Oblastní bytové správy v Klášterci nad Ohří). Od konce 20. století však byl dům zanedbáván a v důsledku nedostatečné péče dospěl až k havarijnímu stavu, který je v posledním zápise v dokumentaci Národního památkového ústavu z února roku 2023 charakterizován stupněm č. 4.

## Popis
Dům čp. 8 se nachází na pozemku č. 231 na západní straně náměstí Republiky, který je v majetku města Jáchymova. Dům má dvě nadzemní podlaží, do náměstí je orientovaný okapovou stranou. Střecha je sedlová, v druhé polovině 20. století zde byla břidlicová krytina, nyní je střecha krytá šedočernými vláknocementovými šablonami o velikosti 40 x 40 cm, kladenými nakoso.
V hlavním průčelí domu jsou čtyři okenní osy, přičemž vstup do domu se nachází v druhé ose zprava. Dveřní otvor je půlkruhově zaklenutý a je orámovaný bohatě profilovaným ostěním. V horní části je dvojice menších oken. Výplně těchto světlíků tvoří kované provlékané mříže. Celý portál je lemovaný dvojicí bohatě profilovaných polosloupů, na které dosedá profilovaná římsa jako stříška.
Okenní otvory v přízemí jsou novodobě upravené, včetně dodatečně zřízeného okna v krajní ose vpravo v místech, kde se původně nacházel druhý, pravděpodobně barokní portál. Okna v druhém nadzemním poschodí mají zachované původní raně renesanční pravoúhlé profilované ostění s přetínavými pruty. Dvorní fasáda domu byla poznamenaná zásahy při stavbě novějších přístaveb, některé okenní a dveřní otvory však byly zachovány v původní podobě.
Některé klenby v domě jsou staticky narušené, ve štítu domu je trhlina. Dům sice má střechu, ale dvorní průčelí i zadní trakt jsou vystaveny povětrnostním vlivům. Dostatečně chráněné nejsou ani konstrukce v interiéru včetně omítek a fresek. V havarijním stavu jsou také dvorní přístavby. Dosud zde byly provedeny jen některé základní práce, spočívající v odklízení sutin a osazení okapů.

## Galerie

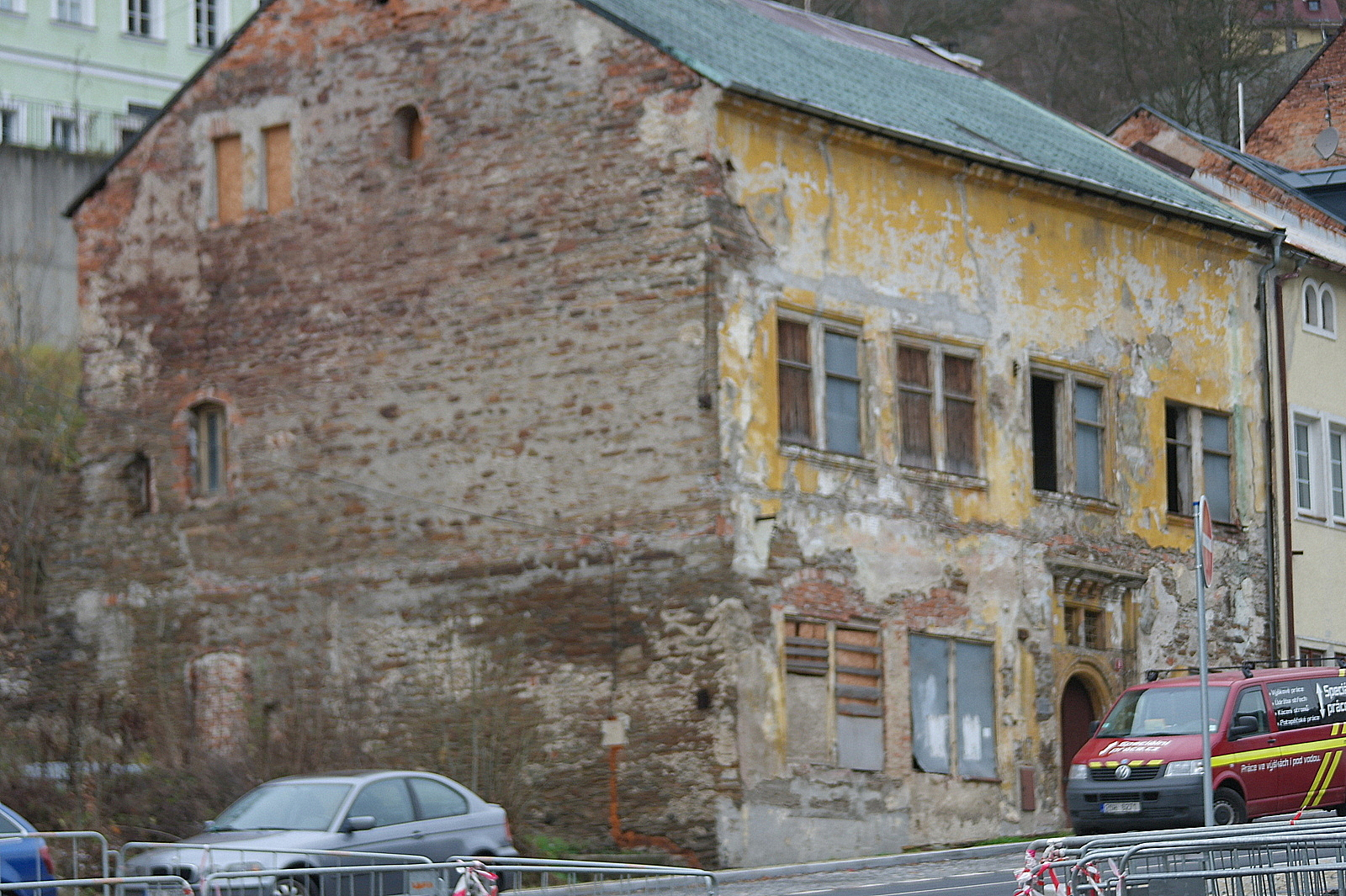
Pohled na dům od jihovýchodu (rok 2020)
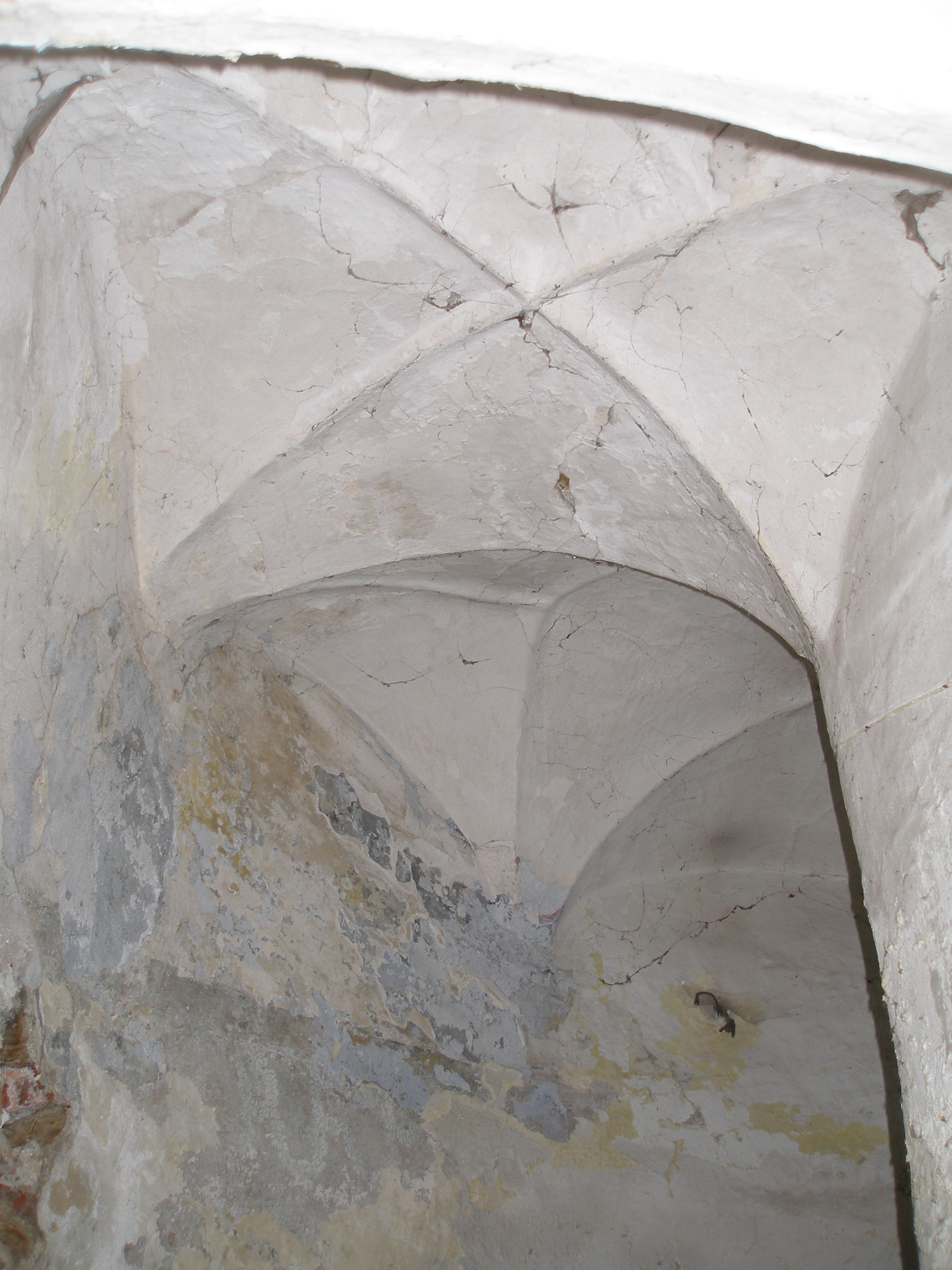
Klenba nad schodištěm, vedoucím na půdu
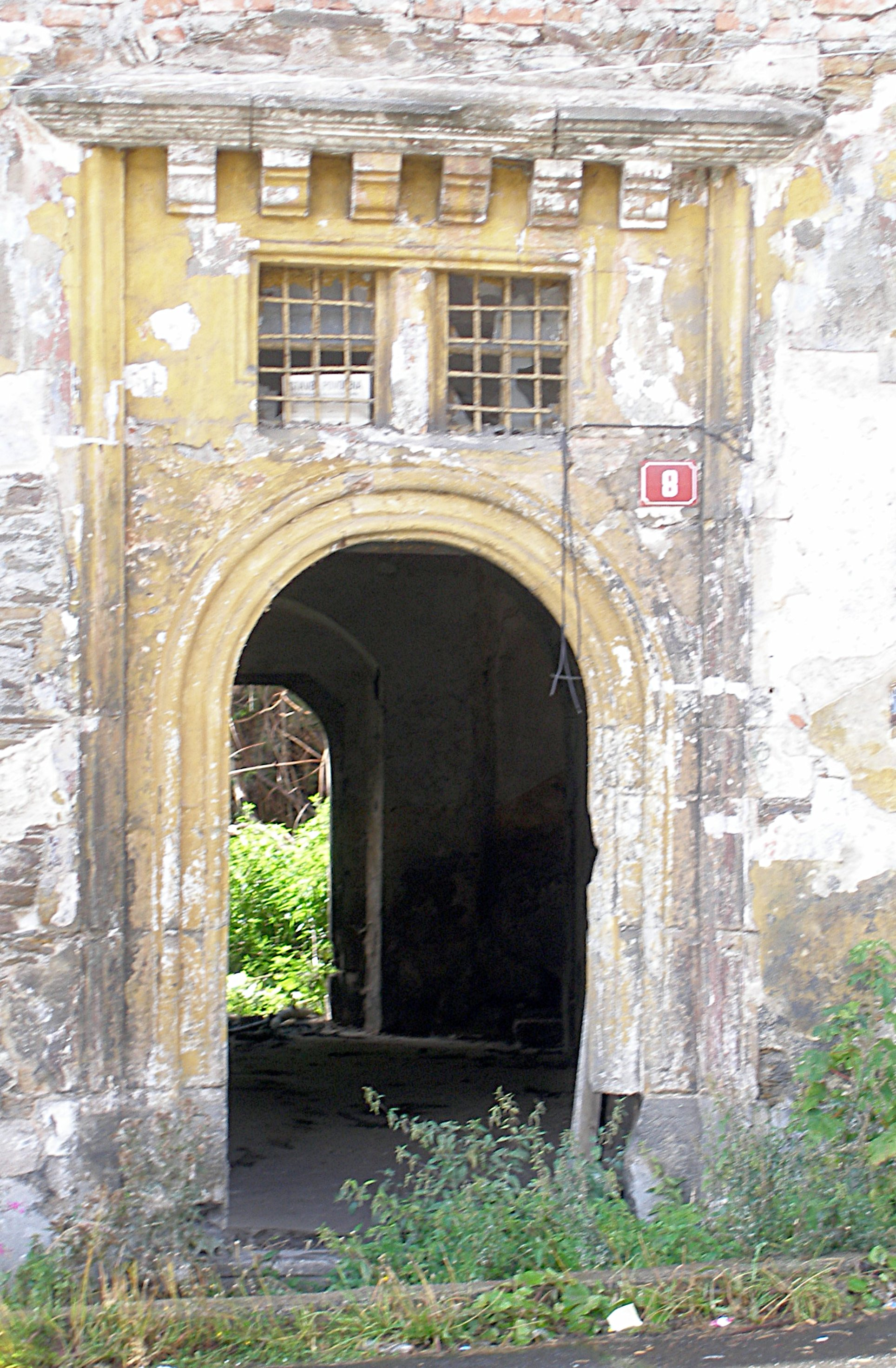
Vstupní portál (stav v roce 2007)
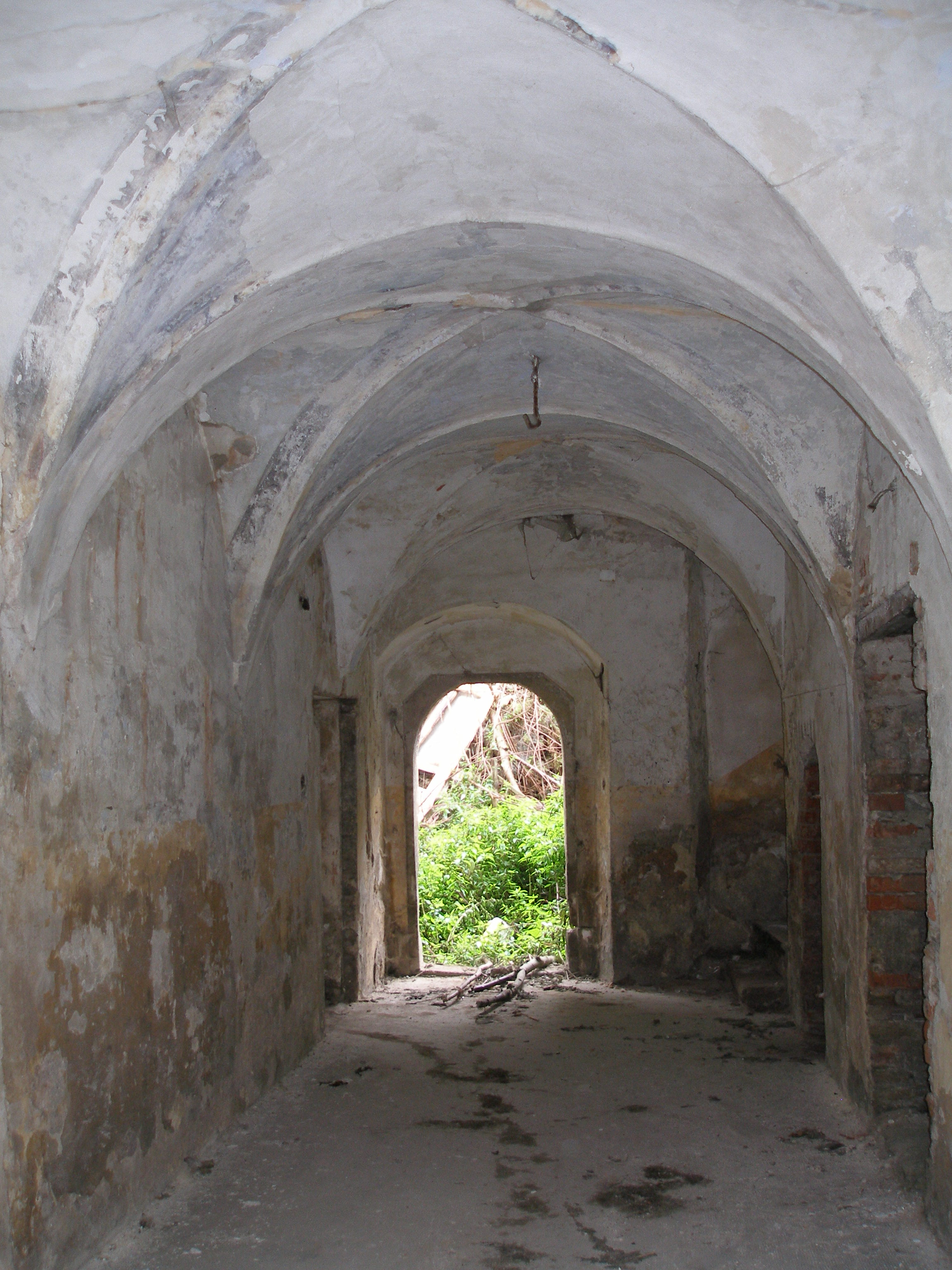
Průjezd do dvora
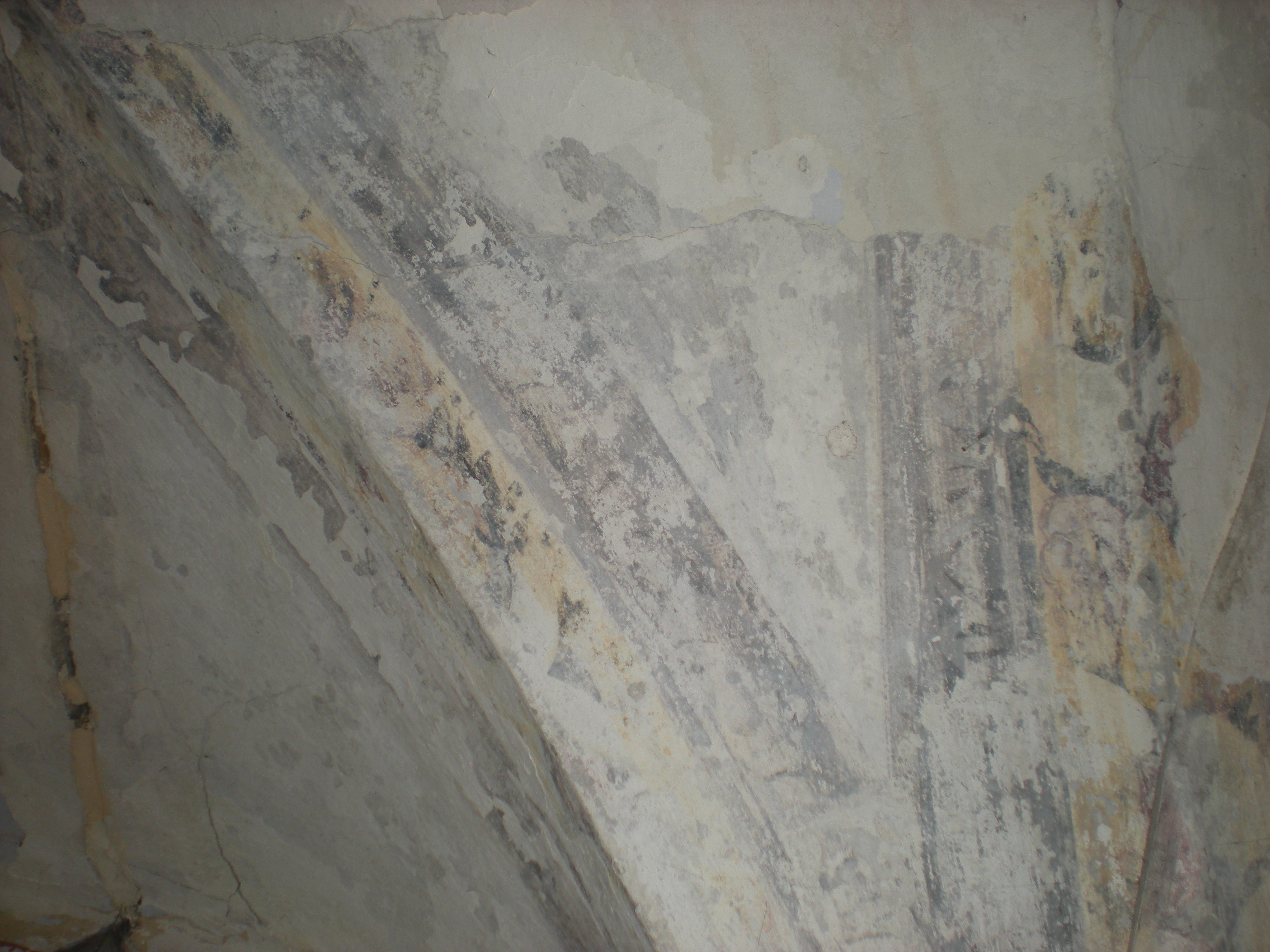
Fresky na klenbě v průjezdu (rok 2013)